# Lýtingur Arnbjörnsson
Lýtingur Arnbjörnsson o Arnbjarnarson (n. 898) fue un vikingo y uno de los primeros colonos de Krossavík, Hof í Vopnafirði, Norður-Múlasýsla en Islandia. Era hijo de Arnbjörn Ólafsson. Fue el primer goði del clan familiar de los Krossvíkingar. Lýtingur aparece como personaje en la saga Vápnfirðinga, y la saga de Njál.
Se casó con Þórdís Bjarnadóttir (n. 900) y de esa relación nacieron dos hijas, Halla (n. 921) y Rannveig (n. 928); y un hijo varón, Geitir Lýtingsson.